# Marko Vavic
Marko Vavic est un joueur américain de water-polo né le 25 avril 1999 à Torrance, en Californie. Il a remporté avec l'équipe des États-Unis la médaille de bronze du tournoi masculin aux Jeux olympiques d'été de 2024, organisés à Paris.